# Сухое (Одесская область)
Сухое (укр. Сухе) — село, относится к Раздельнянскому району Одесской области Украины.
Население по переписи 2001 года составляло 131 человек. Почтовый индекс — 67421. Телефонный код — 4853. Занимает площадь 1,206 км². Код КОАТУУ — 5123985209.

## Местный совет
67420, Одесская обл., Раздельнянский р-н, с. Старостино